# Pif (Comic)
Pif, der Hund (Pif le chien), ist eine Comicfigur von José Cabrero Arnal, die erstmals 1948 in der französischen Zeitung L’Humanité erschien. Pif ist im Französischen ein umgangssprachlicher Begriff für Nase, vergleichbar mit "Zinken". Die Figur sollte die Ungerechtigkeiten seiner Zeit, Hunger oder Mangel an Wohnungen, anprangern. Er hatte den Charakter seines Vorgängers  Top, der vom selben Autor stammte und als Pifs Vater identifiziert wurde. Er ist ein fiktiver Hund in anthropomorpher Form und hat als Antagonisten die Katze Herkules. Die Abenteuer von Pif dem Hund erschienen im monatlichen Comicmagazin Pif Gadget. Die Zeitung L’Humanité und das Wochenmagazin L'Humanité Dimanche veröffentlichten auch in jeder Ausgabe Kurzgeschichten mit drei oder vier Panels. Im deutschsprachigen Raum erschien der Comicstrip unter dem Titel Pif, der lustigste Hund der Welt und Pif und Herkules im Comicmagazin Yps.

## Veröffentlichungsgeschichte
Pif erscheint zum ersten Mal am 28. März 1948 in schwarz-weiß in der Zeitung L’Humanité, dann in der L’Humanité Dimanche und debütierte im Jahr 1952 in Farbe im Comicmagazin Vaillant le journal le plus captivant. Die Zeitung änderte 1965 ihren Namen in Vaillant le journal de Pif sowie Pif Gadget im Jahr 1969. In den späten 1960er Jahren überließ Arnal krankheitsbedingt die Serie anderen Künstlern, worunter die bekanntesten Louis Cance, François Dimberton, Michel Motti, François Corteggiani, Giorgio Cavazzano und insbesondere Roger Mas (Pseudonym Roger Masmonteils) waren, der sein wichtigster Nachfolger war.
Der Comic erschien außerdem von 1950 bis 1967 dreimonatlich und ab 1962 im „Taschenbuchformat“ unter dem Titel Pif Poche. Am 1. Juli 2004, nach der Veröffentlichung der Neuauflage Pif Gadget, kehrte er als Comicstrip des Zeichners Bernard Ciccolini und des Szenaristen Richard Medioni zurück. Im September 2005 übernahmen Olivier Fiquet und François Corteggiani.
In Deutschland erschien der Comicstrip im Comicmagazin Yps ab Ausgabe 75 im Jahr 1977, zuerst als Pif, der lustigste Hund der Welt und später als Pif und Herkules. Außerdem erschienen von 1980 bis 1982 15 Ausgaben der Taschenbuchreihe Pif Pocket.

## Inhalt

### Ursprünglicher Inhalt
Pif der Hund lebt in einer Arbeiterfamilie, die aus dem Arbeiter Tonton (Caesar), seiner Frau Tata (Agathe) und dem Kind des Hauses, Doudou, besteht. Pif und Doudou geraten in großer Gefahr von dem brutalen Tonton, der nichts in der Welt außer dem Sammler und seine tyrannische Frau fürchtet, getreten zu werden. Die brutale Katze Herkules möchte Pif zu Steak verarbeiten, aber auch Tonton und Tata sind eine ständige Gefahr für ihn. Manchmal gewinnt Herkules, manchmal ist es Pif. Doudou verbündet sich mit den beiden Tieren, spielt sie gegeneinander aus oder verrät sie beide. Tonton und Tata, die ihre eigenen internen Konflikte ausfechten, können auch andere Allianzen zu fördern: Sie können Pif oder Herkules fangen oder in ihre Falle gehen, sie halten zu beiden, oder sie spielen einen gegen alle anderen aus.

### Charaktere des Pif-Universums
- Krapulax, Feind Pifs. Er will Weltherrscher werden und wird unterstützt von seinem Assistenten Gnom, dem boshaften Erfinder, Professor Mochepoire und seinen Schergen, den Krapumecs.
- Cicero, ein feindlicher Gauner, der unterstützt wird vom Schläger Busard und dem Muskelpaket Gorille
- Agent Farfouille, ein Polizist
- Grochoux
- Professor Belpomme, genialer Erfinder und ein wenig verrückt, Pifs und Hercules’ Freund
- Professor Grostalent, ein weiteres verrücktes Genie
- Der Kommissar Maigrelet (eine Anspielung auf einen Helden Georges Simenons) und Agent Beudebois repräsentieren die Ordnungshüter
- Dr. Kifelkloune, ein verrückter Arzt.

## Herkules
Pifs Antagonist Herkules erschien im Jahr 1950, zwei Jahre nach seinem „Freund“, dem Hund. Hercules ist eine schwarz-weiße, andere ärgernde streitsüchtige Katze, der ein Pflaster auf der Nase klebt und die ein Lächeln auf hungrigen Lippen hat. Seine Rolle in den Comics besteht darin, dass er Pif zu fangen versucht. Je nach Kriegsglück gewinnt oder verliert er. Im Laufe der Zeit hat Herkules etwas seinen Status als „Schurke“ verloren und ist meistens ein enger Freund von Pif und streitet sich gelegentlich mit ihm. Schließlich sind aus ihnen Freunde geworden, die sich in Hassliebe oder Freundschaft verbunden fühlen.
Herkules erhielt auch seine eigene Zeitschrift, die den Titel Super Hercules trug, es war eine lustigere Variante von Pif Gadget mit vielen Witzen und sarkastischem Humor. Es bot auch ein Gadget, das aber mehr auf Spaß und Witz ausgerichtet war.

## Piffi
In der Ausgabe 685 von Vaillant ist Piffi, der Sohn von Pif erstmals erschienen, der dann von Roger Mas gezeichnet wurde. Seine Sprache ist auf die Lautmalereien „glop glop“ (um Zufriedenheit oder Zustimmung auszudrücken) und „nix glop“ (um Unmut, Ablehnung oder Ärger auszudrücken) begrenzt.

## Verfilmungen
Pif wurde unter der Regie von Julien Pappé in einem Werbefilm für die Zeitung L'Humanité animiert.
Es erschien im Jahr 1989 die animierte Fernsehserie Piff und Herkules (Pif et Hercules), die von 1991 bis 1994 auf RTL Plus gezeigt wurde, und im Jahr 1993 ein Spielfilm, Die neuen Abenteuer von Pif und Herkules.